# Carlos Martínez Rodríguez
Carlos Martínez Rodríguez (Barcelona, 27 de junio de 1986) es un futbolista español que se desempeña como delantero. Juega en el Football Club Goa de la Superliga de India.

## Trayectoria
Jugó para clubes como el Cerdanyola del Vallès, Rubí, Gramenet, Terrassa, Olot, Tokyo Verdy y Hércules de Alicante.
En la temporada 2018-19 anotó 14 goles en 44 partidos oficiales con el Hércules de Alicante, tres de ellos en el 'play-off', siendo el máximo goleador del equipo. 
Durante la temporada 2019-20 jugaría la primera vuelta con el Hércules de Alicante, en la que fue autor de seis tantos en los 17 partidos (16 de Liga y uno de Copa) que participó.
En enero de 2020, abandonó el Hércules de Alicante para firmar con el Fútbol Club Andorra y seguir jugando en el mismo Grupo III de la Segunda División B de España.
El 7 de julio de 2023, firma por el Football Club Goa de la Superliga de India.

### Clubes
| Club                  | País    | Año             |
| --------------------- | ------- | --------------- |
| Badalona B            | España  | 2005 - 2006     |
| Cerdanyola del Vallès | España  | 2006            |
| Sant Celoni           | España  | 2006 - 2007     |
| Rubí                  | España  | 2007            |
| Gramenet B            | España  | 2007 - 2009     |
| Gramenet              | España  | 2009 - 2010     |
| Terrassa              | España  | 2010 - 2012     |
| Olot                  | España  | 2012 - 2015     |
| Villarreal B          | España  | 2015 - 2017     |
| Tokyo Verdy           | Japón   | 2017 - 2018     |
| Hércules de Alicante  | España  | 2018 - 2020     |
| Fútbol Club Andorra   | Andorra | 2020 - 20232023 |
| FC Goa                | India   | 2023 -          |